# Zdonia
Zdonia – wieś w Polsce położona w województwie małopolskim, w powiecie tarnowskim, w gminie Zakliczyn.

## Położenie
Pod względem geograficznym Zdonia znajduje się na Pogórzu Rożnowskim. Pola uprawne i zabudowania Stróży zajmują płaską dolinę na prawym brzegu Dunajca, od południa ograniczoną długim pasem wzniesień ze szczytami Mogiła (478 m) i Styr Północny (460 m).
| SIMC    | Nazwa        | Rodzaj    |
| ------- | ------------ | --------- |
| 0837554 | Biała Góra   | część wsi |
| 0837560 | Brzegi       | część wsi |
| 0837577 | Pańskie Pola | część wsi |
| 0837583 | Podchybie    | część wsi |
| 0837590 | Podwole      | część wsi |
| 083768  | Zagórze      | część wsi |

Prywatna wieś szlachecka Zdania, własność kasztelanowej krakowskiej Anny z Sieniawskich Jordanowej, położona była w 1595 roku w powiecie sądeckim województwa krakowskiego. W latach 1975–1998 miejscowość administracyjnie należała do województwa tarnowskiego.
Znajduje się tutaj kilka punktów widokowych na Pogórze Karpackie. Wioska graniczy z sołectwami: Bieśnik, Borowa, Wola Stróska, Wesołów oraz miastem Zakliczyn.

## Zabytki
Obiekt wpisany do rejestru zabytków nieruchomych województwa małopolskiego.
- Zespół dworski i folwarczny: dwór, park, folwark: stodoła, stajnia, obora.

Inne
- Drewniane domy i kapliczki;
- stare kuźnie.